# ماروین وتوری
ماروین وتوری (انگلیسی: Marvin Vettori؛ زادهٔ ۲۰ سپتامبر ۱۹۹۳) ورزشکار هنرهای رزمی ترکیبی اهل ایتالیا است. وی از سال ۲۰۱۲ میلادی تاکنون مشغول فعالیت بوده‌است.
وتوری یک رزمی‌کار ترکیبی حرفه‌ای ایتالیایی است. او در حال حاضر در بخش میان‌وزن سازمان یواف‌سی رقابت می‌کند. وتوری که از سال ۲۰۱۲ به صورت حرفه‌ای فعالیت می‌کند، قهرمان سابق میان‌وزن تیم وناتور اف‌سی است. در تاریخ ۲۹ ژوئیه ۲۰۲۵، او در رتبه سیزدهم رده‌بندی میان‌وزن یواف‌سی قرار دارد.